# MDN Web Docs
MDN Web Docs, trước đây là Mozilla Developer Network và trước đó nữa là Mozilla Developer Center, là trang web chính thức của Mozilla về tài liệu phát triển của các tiêu chuẩn web và các dự án của Mozilla.

## Tính năng
MDN Web Docs là tài nguyên dành cho nhà phát triển, được duy trì bởi cộng đồng các nhà phát triển và người viết về kỹ thuật và lưu trữ nhiều tài liệu về nhiều chủ đề khác nhau, chẳng hạn như: HTML5, JavaScript, CSS, API API, Node.js, WebExtensions và MathML. Đối với các nhà phát triển web di động, MDN cung cấp tài liệu về các chủ đề như xây dựng ứng dụng di động HTML5, xây dựng tiện ích bổ sung dành cho thiết bị di động và ứng dụng nhận biết vị trí.